# Welzigberge
Die Welzigberge waren im 18. und 19. Jahrhundert eine Reihe von amtsunmittelbaren Weinbergsgrundstücken im Osten der Flur von Kötzschenbroda, heute Stadtteil der sächsischen Stadt Radebeul. Sie unterstanden als Eigentümerberge der Amtshauptmannschaft Dresden-Neustadt.
Im Jahr 1803 unterstand die Region als kurfürstlicher Besitz Friedrich Augusts I. der Verwaltung des oberelbischen Weindorfes Loschwitz. Auf den Welzigbergen lebten zu jener Zeit 55 Menschen.
Irgendwann nach 1803 wurde der gesamte Weinbergsbesitz, der sich bis zum Höhenweg erstreckte, von der Gräfin Flemming geb. Hohenthal erworben. Die ursprünglich aus Dölkau bei Halle (Saale) stammende Flemming ließ 1827 auf dem Welzigberg das Berghaus am Höhenweg errichten. Erbschaftshalber ging das Weingut 1839 an den Grafen Hohenthal, der seinem Haus den Namen Paradies gab, was dann auch der Name der dort später beliebten Berggaststätte war. Gleich westlich stand das Weinberghaus, aus dem im 19. Jahrhundert die Bergschänke Sängerhöhe wurde.
Ein zu jener Zeit bereits seit über 150 Jahren existierendes Winzerhaus war das auf dem Hinteren Welzigberg stehende Haus Barnewitz.